# Stromberg (Oelde)
Stromberg is een plaats in de Duitse gemeente Oelde, deelstaat Noordrijn-Westfalen. De plaats telt 4.558 inwoners.
Stromberg ligt 5 km ten zuidoosten van het stadje Oelde, aan de Bundesstraße 61 (Beckum (Duitsland)- Rheda-Wiedenbrück). Een buslijn verbindt Stromberg met Oelde; deze bus rijdt op maandag t/m vrijdag tot 18.00 en op zaterdag tot 13.00 ieder uur; op zon- en feestdagen rijdt de bus niet.
Stromberg was van 1177 tot 1463 residentie van een eigen, met het adellijke geslacht Von Rüdenberg verwante, burggraaf, die een op een 151 m hoge heuveltop gelegen kasteel (thans ruïne) bewoonde. Deze burggraven waren vazallen van de prinsbisschoppen van Münster. In 1463, toen de burggravenfamilie was uitgestorven, viel het burggraafschap direct aan het Prinsbisdom Münster toe.
Een belangrijke bezienswaardigheid is de Heilig-Kruiskerk te Stromberg, op het terrein van de ruïnes van het voormalige kasteel Burg Stromberg aldaar; deze 14e-eeuwse kerk bevat het tussen 1080 en 1100 gemaakte, daarna vaak gerestaureerde en van een zilveren omhulsel voorziene, crucifix Heiliges Kreuz von Stromberg. Het zou een relikwie bevatten van het Heilig Kruis. Om deze redenen is de kerk het doel van regelmatige bedevaarten.
Op het 3 hectare grote, door de Paulustoren begrensde, ommuurde gebied van de ruïnes staan nog enkele oude huizen, waaronder het Mallinckrodthaus. Tot en met 2019 was er een openluchttheater gevestigd op het burchtterrein, waar vele toneelvoorstellingen en concerten plaatsvonden.
In het centrum van Stromberg zelf staat de 13e-eeuwse, gotische Lambertuskerk, met in het interieur enige liturgische voorwerpen uit de 17e- 19e eeuw.
Haus Nottbeck (waarin zich het Westfaals Literatuurmuseum bevindt) staat iets ten zuiden van afrit 22 van de  Autobahn A2, enige km ten noordoosten van Stromberg.
Stromberg is in de verre omtrek bekend voor de vanaf 1790 aangeplante Stromberger Pflaume, een tot de kwetsen gerekend pruimenras.

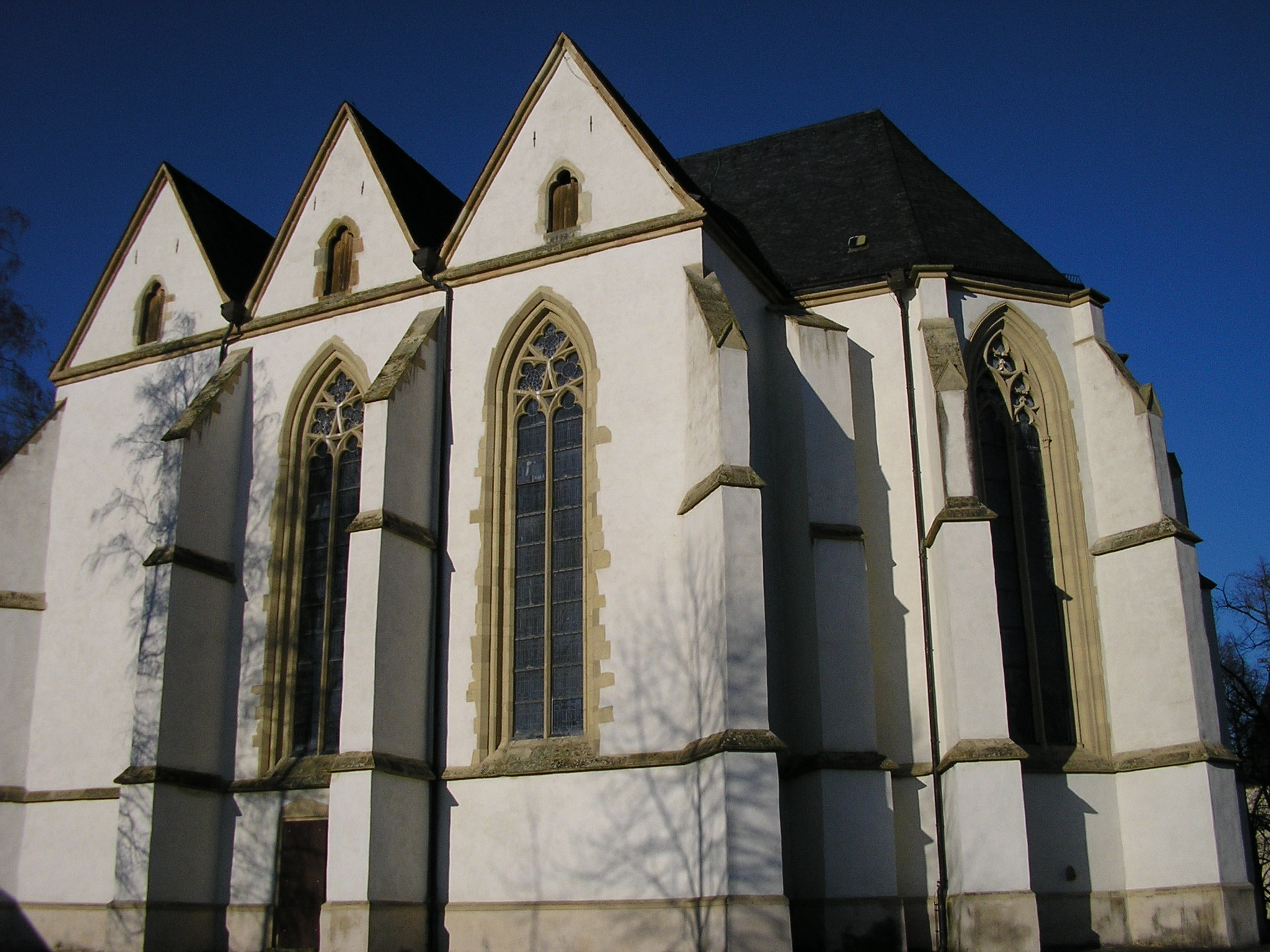
R.K. Heilig-Kruiskerk, Stromberg
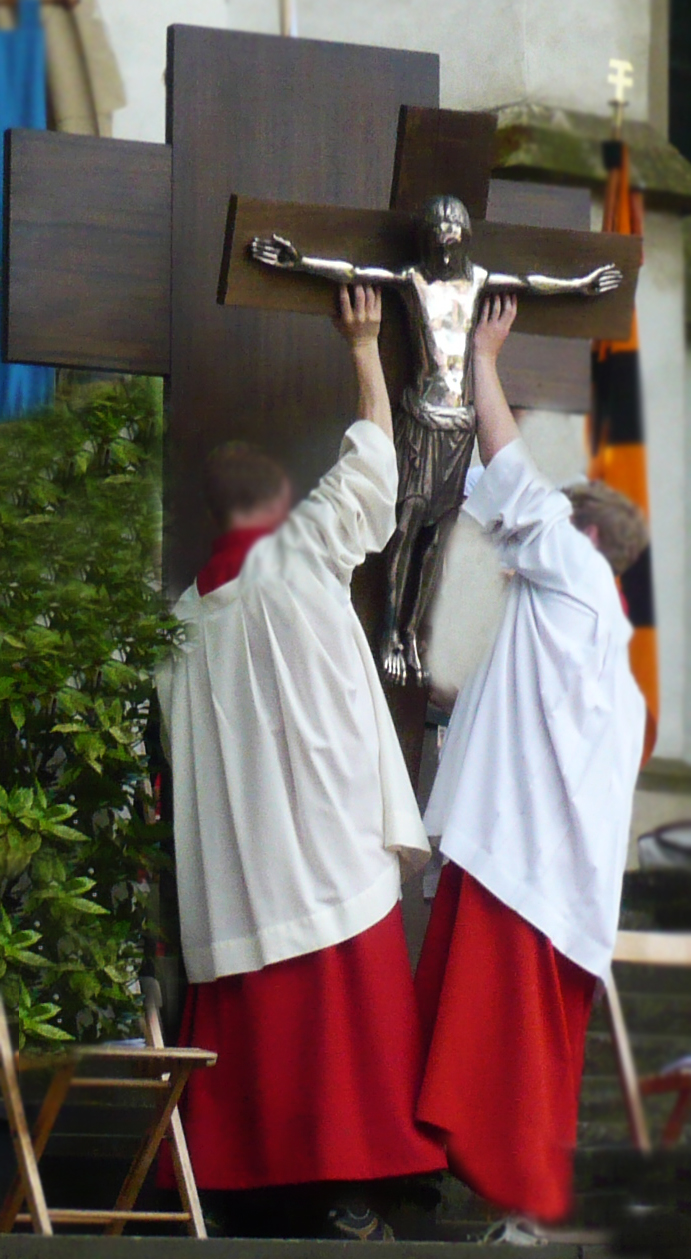
Het H. Kruis van Stromberg
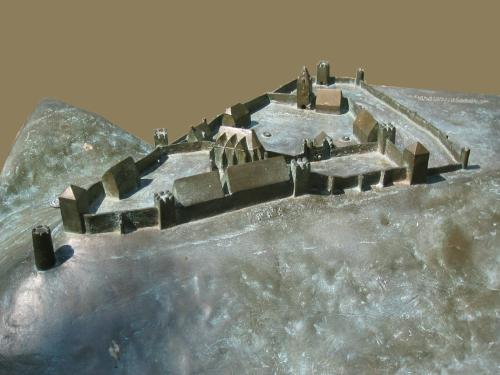
Maquette Burg Stromberg met de H. Kruiskerk
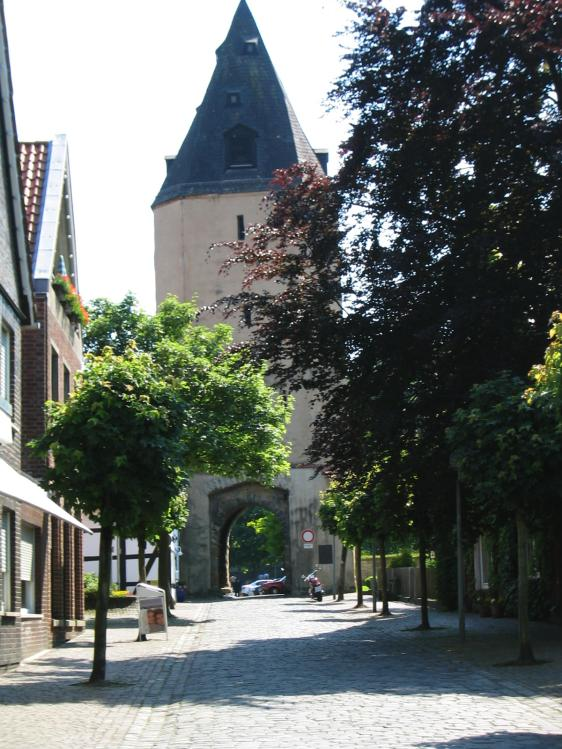
Stromberg, Paulustoren met poort van het terrein van de voormalige burcht
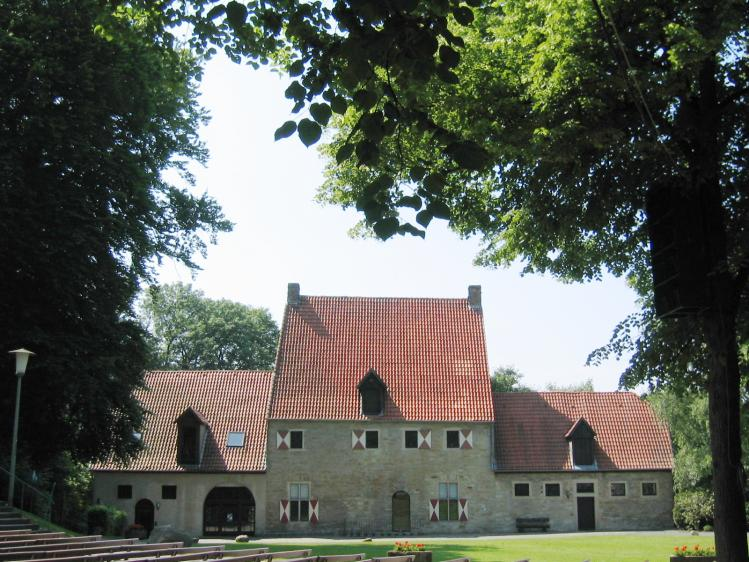
Mallinckrodthaus, Burg Stromberg
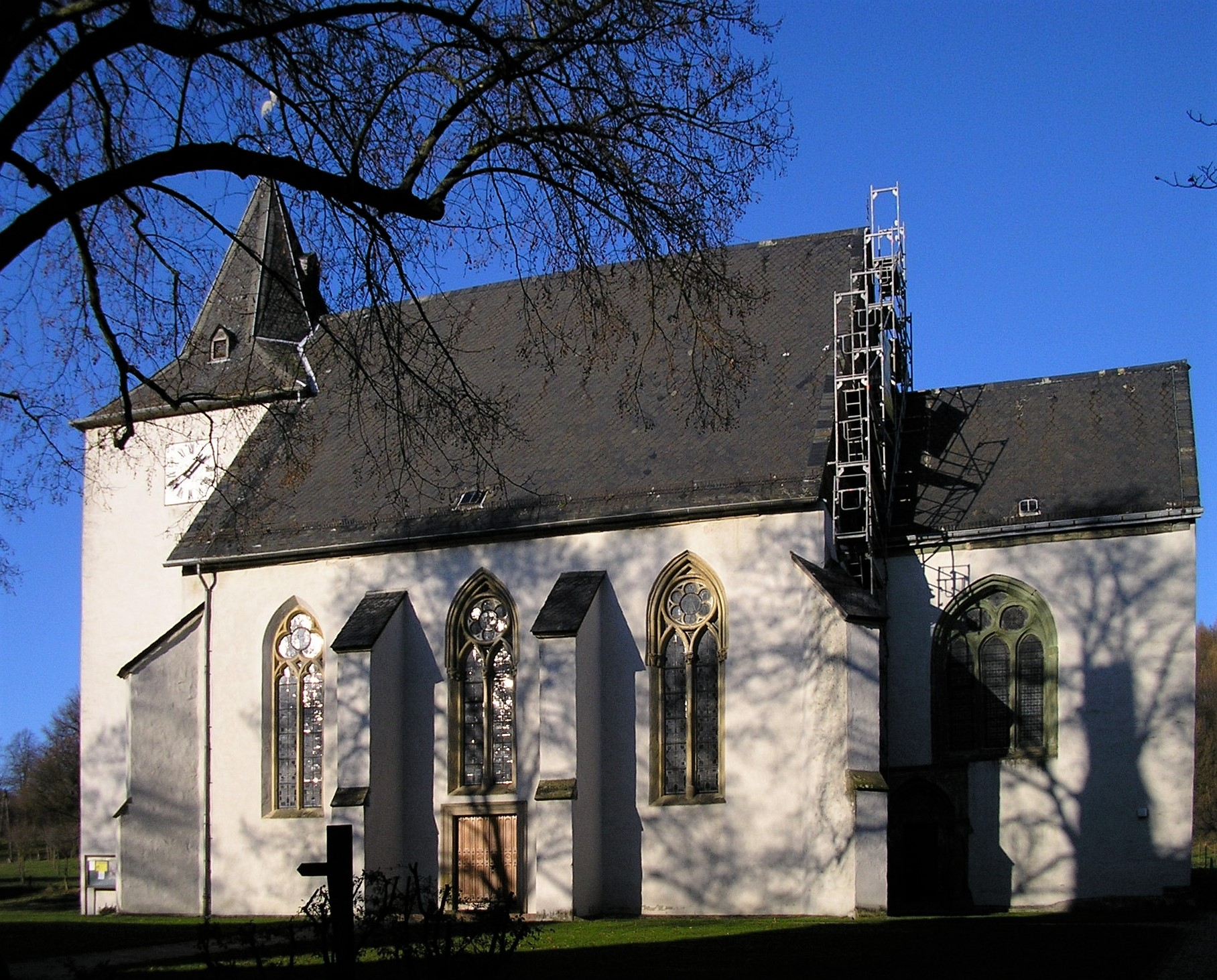
Lambertuskerk, Stromberg
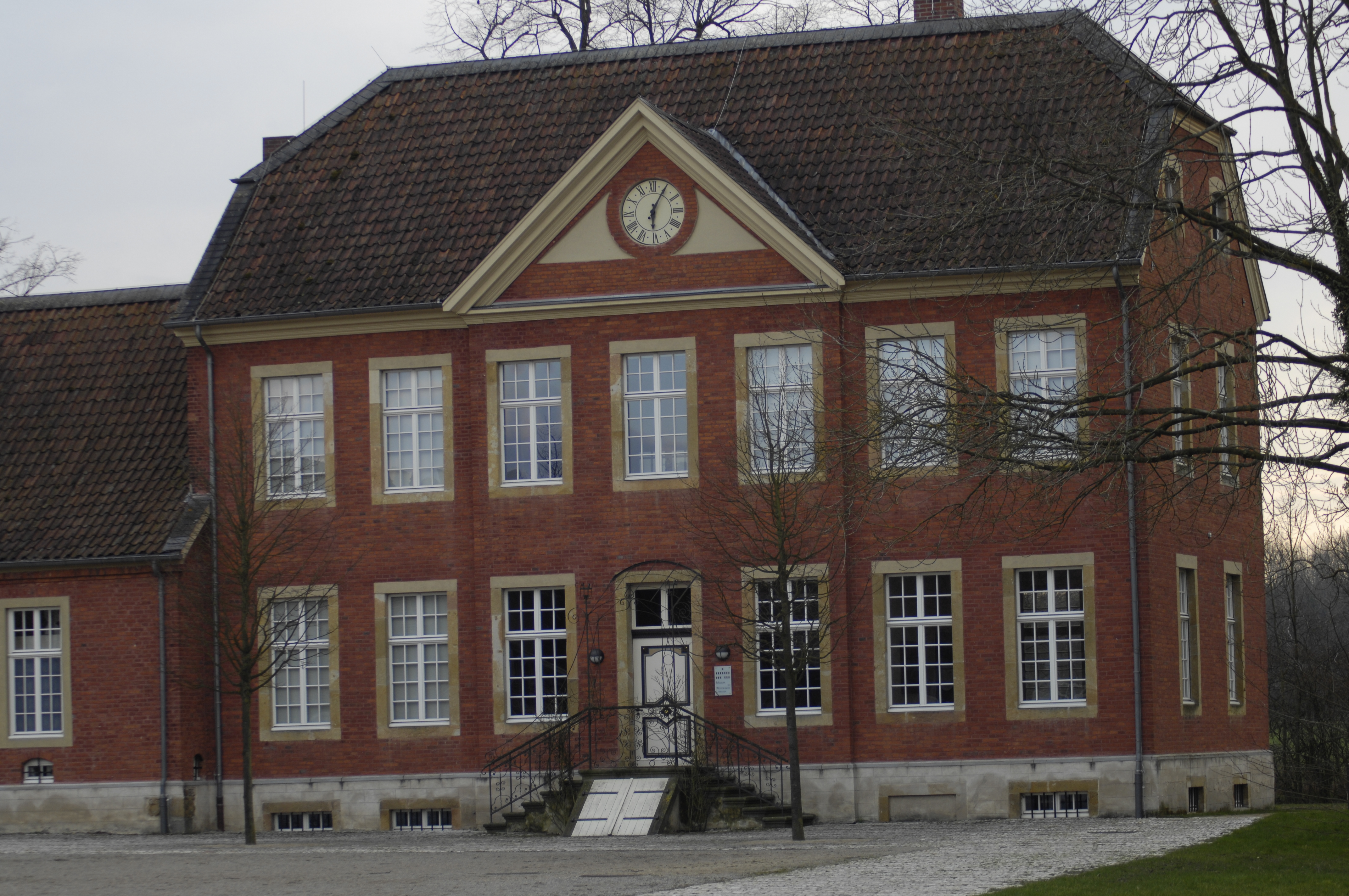
Haus Nottbeck (Westfaals Literatuurmuseum)